# Una madre (James Joyce)
Una madre (A Mother) è un racconto breve scritto da James Joyce e pubblicato nel 1914. È il tredicesimo racconto della collezione intitolata Gente di Dublino.

## Trama
La signora Kearney è una donna di buona famiglia, educata in un collegio esclusivo, dalle maniere altezzose; ha preteso che le sue figlie ricevessero la sua stessa educazione, e quando il nome di Kathleen, la sua figlia maggiore, inizia a diffondersi nell'ambiente musicale, si preoccupa di curare i suoi interessi e di proteggere i suoi diritti. Una grande occasione si presenta a Kathleen quando ha l'opportunità di partecipare ad una serie di concerti. La madre, però, ritarda la sua entrata in scena perché vuole che prima la figlia sia pagata; quando le danno solo metà del compenso pattuito, e le promettono che riceverà il resto del compenso la settimana successiva, la signora Kearney inizia a sbraitare e, minacciando gli organizzatori, torna a casa con la figlia, pregiudicandole così la promettente carriera.

## Edizioni
- James Joyce, Gente di Dublino, collana «I giganti di Gulliver», Rimini, Gulliver, 1995, ISBN 88-8129-046-4.